# Brodno Wielkie
Brodno Wielkie (kaszb. Jezoro Wiôldżé Brodno) – jezioro na Pojezierzu Kaszubskim w powiecie kartuskim (województwo pomorskie). Wielkie Brodno położone jest na obszarze Kaszubskiego Parku Krajobrazowego i stanowi część szlaku wodnego „Kółko Raduńskie”. Wzdłuż zachodniej linii brzegowej jeziora przebiega Droga Kaszubska, a samo jezioro poprzez wąskie przesmyki wodne łączy się z Jeziorem Ostrzyckim i Małym Brodnem. Przez rynnę morenową jeziora przepływa rzeka Radunia. Prowadzi tędy również turystyczny Szlak Kaszubski.
Według urzędowego spisu opracowanego przez Komisję Nazw Miejscowości i Obiektów Fizjograficznych (KNMiOF) nazwa tego jeziora to Brodno Wielkie. W różnych publikacjach i na mapach topograficznych jezioro to występuje pod nazwą Wielkie Brodno.
Powierzchnia zwierciadła wody według różnych źródeł wynosi od 133,5 ha do 134,1 ha.
Zwierciadło wody położone jest na wysokości 160,2 m n.p.m. lub 160,0 m n.p.m. Średnia głębokość jeziora wynosi 6,6 m, natomiast głębokość maksymalna 15,7 m.
W oparciu o badania przeprowadzone w 2001 roku jezioro zaliczono do II klasy czystości.